# Mötley Crüe (album)
| Recensione    | Giudizio |
| ------------- | -------- |
| AllMusic      |          |
| Rolling Stone |          |

Mötley Crüe è il sesto album in studio del gruppo musicale statunitense Mötley Crüe, pubblicato il 15 marzo 1994 dalla Elektra Records.
È il primo e unico album della band che vede alla voce John Corabi, subentrato dopo il licenziamento di Vince Neil.

## Il disco
Dopo il successo di Dr. Feelgood, i membri della band entrarono in studio per preparare il loro nuovo album, ma durante la fase di composizione si crearono forti attriti che culminarono nel licenziamento di Vince Neil, sostituito dal cantante e chitarrista dei The Scream, John Corabi. L'album rappresenta un forte punto di rottura nella carriera del gruppo, che si lascia alle spalle l'hard rock spensierato degli anni ottanta per abbracciare sonorità più mature, derivate dalle tendenze grunge e alternative metal, grazie principalmente al contributo di Corabi.
Il nuovo sound, unito alla mancanza del frontman storico, alienarono il pubblico decretando l'insuccesso dell'album, che raggiunse solo il settimo posto della Billboard 200. I singoli Hooligan's Holiday e Misunderstood fallirono entrambi l'ingresso nella Billboard Hot 100, piazzandosi unicamente nella classifica Mainstream Rock Songs.

## Tracce
Testi di John Corabi e Nikki Sixx, musiche di Corabi, Sixx, Mick Mars e Tommy Lee, eccetto dove indicato.
1. Power to the Music – 5:12
2. Uncle Jack – 5:28
3. Hooligan's Holiday – 5:51
4. Misunderstood – 6:53
5. Loveshine – 2:36
6. Poison Apples – 3:40 (Corabi, Sixx, Mars, Lee, Bob Rock)
7. Hammered – 5:15
8. Til Death Do Us Part – 6:03
9. Welcome to the Numb – 5:18
10. Smoke the Sky – 3:36
11. Droppin' Like Flies – 6:26
12. Driftaway – 4:05

### Tracce bonus edizione rimasterizzata (2003)
1. Hypnotized – 5:29
2. Babykills – 5:26
3. Livin' in the Know – 4:23

- Le tracce 14 e 15 provengono dall'EP Quaternary.

## Formazione

### Gruppo
- John Corabi – voce, chitarra ritmica
- Mick Mars – chitarra solista, sitar, mandolino
- Nikki Sixx – basso, pianoforte
- Tommy Lee – batteria, pianoforte

### Altri musicisti
- Scott Humphrey – sintetizzatore
- Hook Herrera – armonica a bocca
- Sammy Sanchez – mandolino
- Glenn Hughes – cori (traccia 4)
- Marc LaFrance – cori
- David Steele – cori
- Orchestra Sinfonica di Vancouver
- Akira Nagai – primo violino

### Produzione
- Bob Rock – produzione, missaggio, chitarra ritmica, mandolino
- Randy Staub – ingegneria del suono, missaggio
- George Marino – mastering
- Bob Buckley – arrangiamenti e conduzione orchestra

## Classifiche
| Classifica (1994) | Posizione massima |
| ----------------- | ----------------- |
| Stati Uniti       | 7                 |